# جاده ئی۲۹ اروپا
جاده ئی۲۹ اروپا (به انگلیسی: European route E29) یکی از جاده‌های اصلی قاره اروپا است.
این جاده که از شهر کلن (آلمان) شروع شده، در شهر سرگمین (فرانسه) به پایان میرسد و ۳۲۳ کیلومتر مسافت دارد.